# Ралі Фінляндії 2009
Ралі Фінляндії 2009, (повна офіційна назва: фінською — Neste Oil Rallin 2009; англійською — Neste Oil Rally Finland) — дев'ятий етап чемпіонату світу з ралі 2009 року. Раніше ралі мало назву «Ралі 1000 озер», на сленгу автогонщиків та вболівальників відоме як «Фінка». Гонки відбулися 30 липня — 2 серпня 2009 року в провінції Західна Фінляндія, з базою в містечку Ювяскюля. Крім абсолютного заліку пілотів і команд, на цьому етапі також відбулися змагання в категорії JWRC, а також взяли участь пілоти Pirelli Star Driver.

### Найцікавіші події та факти
- У ралі цього разу стартувало 90 екіпажів, це найбільша кількість учасників єтапу чемпіонату світу в сезоні 2009.
- В змаганнях взяв участь чемпіон світу Формули-1 2007 року Кімі Ряйкконен, який виступав на автомобілі Fiat Abarth Grande Punto S2000. Цей виступ — дебют знаменитого гонщика на гравійних трасах чемпіонату світу.
- Найбільшу кількість перемог за всю історію Ралі Фінляндії вибороли фінські автогонщики Маркус Ґрьонхольм та Ханну Міккола по сім перемог.

## Характеристика етапу
Ралі Фінляндії вважається найшвидкіснішим етапом чемпіонатів світу з ралі. Велика кількість трамплінів на гравійній швидкісній трасі робить гонку надзвичайно видовищною. Ралі Фінляндії є найпопулярнішою спортивною подією у Скандинавії і збирає щороку близько 500 тис. глядачів. 
Гонка вважається надзвичайно складною для нескандинавських автогонщиків, за 58 років історії цієї гонки нескандинавські гонщики тільки чотири рази ставали її переможцями: Карлос Сайнс (1990), Дідьє Оріоль (1992), Марко Мартін (2003) та Себастьян Льоб (2008)

### Учасники
В ралі стартувало 90 екіпажів, в тому числі у заліку WRC — 18, JWRC — 10, 5 — пілоти Pirelli Star Driver та 57 приватних учасників з різних країн Європи. 
У змаганнях команд взяли участь 5 команд категорії виробників (Manufacturers). 

### Кількість автомобілів учасників за класами та марками
| Клас A8 (21 автомобіль) - 2 — Ford Focus RS WRC 09 - 6 — Ford Focus RS WRC 08 - 1 — Ford Focus RS WRC 05 - 1 — Subaru Impreza WRC 08 - 1 — Subaru Impreza WRC - 5 — Citroën C4 WRC - 1 — Citroën Xsara WRC - 1 — Škoda Fabia WRC - 1 — Subaru Impreza WRX STi - 1 — Mitsubishi Lancer Evo VIII - 1 — Mitsubishi Lancer Evo VI Клас A7 (6 автомобілів) - 1 — Honda Civic Type-R R3 - 6 — Renault Clio R3 Клас A6 (6 автомобілів) - 4 — Suzuki Swift S1600 - 2 — Citroen C2 S1600, Клас A5 (13 автомобілів) - 9 — Volkswagen Polo 16V - 2 — Škoda Fabia - 1 — Ford Puma Kit Car - 1 — Toyota Yaris | Клас N4 (29 автомобілів) - 6 — Mitsubishi Lancer Evo X - 7 — Mitsubishi Lancer Evo IX - 1 — Mitsubishi Lancer Evo VIII - 9 — Subaru Impreza WRX STi - 1 — Subaru Impreza Sti N14 - 2 — Peugeot 207 S2000 - 1 — Škoda Fabia S2000 - 2 — Fiat Abarth Grande Punto S2000 Клас N3 (13 автомобілів) - 9 — Ford Fiesta ST - 2 — Renault Clio Ragnotti - 1 — Honda Civic Type-R - 1 — Opel Astra OPC Клас N2 (2 автомобілі) - 1 — Suzuki Swift Sport - 1 — Volkswagen Polo GTi |

## Результати
| Місце                             | Пілот                             | Штурман                           | Автомобіль                        | Час                               | Відставання                       | Очок                              |
| Залік чемпіонату світу в абсолюті | Залік чемпіонату світу в абсолюті | Залік чемпіонату світу в абсолюті | Залік чемпіонату світу в абсолюті | Залік чемпіонату світу в абсолюті | Залік чемпіонату світу в абсолюті | Залік чемпіонату світу в абсолюті |
| --------------------------------- | --------------------------------- | --------------------------------- | --------------------------------- | --------------------------------- | --------------------------------- | --------------------------------- |
| 1.                                | Мікко Хірвонен                    | Ярмо Лехтінен                     | Ford Focus RS WRC 09              | 2:50:40,9                         |                                   | 10                                |
| 2.                                | Себастьян Льоб                    | Даніель Елена                     | Citroën C4 WRC                    | 2:51:06,0                         | +25,1                             | 8                                 |
| 3.                                | Ярі-Матті Латвала                 | Мікка Анттіла                     | Ford Focus RS WRC 09              | 2:51:30,8                         | +49,9                             | 6                                 |
| 4.                                | Дані Сордо                        | Marc Marti                        | Citroën C4 WRC                    | 2:51:47,0                         | +1:06,1                           | 5                                 |
| 5.                                | Матті Рантанен                    | Мікка Лукка                       | Ford Focus RS WRC 08              | 2:54:59,1                         | +4:18,2                           | 4                                 |
| 6.                                | Себастьян Оґьє                    | Жюльєн Інграссіа                  | Citroën C4 WRC                    | 2:54:59,4                         | +4:18,5                           | 3                                 |
| 7.                                | Ярі Кетомаа                       | Міка Стенберг                     | Subaru Impreza WRC                | 2:55:48,4                         | +5:07,5                           | 2                                 |
| 8.                                | Метью Вілсон                      | Скот Мартін                       | Ford Focus RS WRC 08              | 2:57:14,5                         | +6:33,6                           | 1                                 |
| Залік JWRC                        |                                   |                                   |                                   |                                   |                                   |                                   |
| 1. (14.)                          | Мартін Прокоп                     | Ян Томанек                        | Citroen C2 S1600                  | 3:17:03,1                         |                                   | 10                                |
| 2. (16.)                          | Каллі Піномякі                    | Матті Каскінен                    | Renault Clio R3                   | 3:17:58,6                         | +55,5                             | 8                                 |
| 3. (18.)                          | Міхал Косцюшко                    | Мацєк Шчепаняк                    | Suzuki Swift S1600                | 3:20:24,0                         | +3:20,9                           | 6                                 |
| 4. (19.)                          | Аарон Буркарт                     | Міхаель Кольбах                   | Suzuki Swift S1600                | 3:20:53,5                         | +3:50,4                           | 5                                 |
| 5. (25.)                          | Марк Валленвайн                   | Штефан Копчик                     | Renault Clio R3                   | 3:30:28,6                         | +13:25,5                          | 4                                 |
| 6. (32.)                          | Сімон Бертолотті                  | Лука Целестині                    | Suzuki Swift S1600                | 3:34:19,0                         | +17:15,9                          | 3                                 |
| 7. (44.)                          | Ганс Веійс                        | Бьорн Де Ґандт                    | Citroen C2 S1600                  | 3:51:17,8                         | +34:14,7                          | 2                                 |

## Швидкісні ділянки етапу
| День         | № ШД | Час стартуж | Назва ШД                | Дистанція, км | Переможець                       | Час     | Сер. швидк. км/год | Лідер після ШД |
| ------------ | ---- | ----------- | ----------------------- | ------------- | -------------------------------- | ------- | ------------------ | -------------- |
| 30 липня     | ШД1  | 19:00       | Killeri 1 (суперспейшл) | 2,06          | Себастьян Льоб                   | 1:20,3  | 92,4               | Себастьян Льоб |
| 1 (31 липня) | ШД2  | 07:38       | Jukojärvi 1             | 22,29         | Мікко Хірвонен                   | 10:36,2 | 126,1              | Мікко Хірвонен |
| 1 (31 липня) | ШД3  | 08:11       | Kruununperä 1           | 13,51         | Мікко Хірвонен                   | 6:29,9  | 124,7              | Мікко Хірвонен |
| 1 (31 липня) | ШД4  | 08:59       | Mökkiperä 1             | 13,64         | Себастьян Льоб                   | 6:42,2  | 122,1              | Мікко Хірвонен |
| 1 (31 липня) | ШД5  | 09:46       | Palsankylä 1            | 13,92         | Себастьян Льоб                   | 7:06,7  | 117,4              | Мікко Хірвонен |
| 1 (31 липня) | ШД6  | 13:02       | Jukojärvi 2             | 22,29         | Мікко Хірвонен                   | 10:25,2 | 128,3              | Мікко Хірвонен |
| 1 (31 липня) | ШД7  | 13:35       | Kruununperä 2           | 13,51         | Мікко Хірвонен                   | 6:22,3  | 127,2              | Мікко Хірвонен |
| 1 (31 липня) | ШД8  | 14:23       | Mökkiperä 2             | 13,64         | Себастьян Льоб                   | 6:37,0  | 123,7              | Мікко Хірвонен |
| 1 (31 липня) | ШД9  | 15:10       | Palsankylä 2            | 13,92         | Себастьян Льоб                   | 7:01,6  | 118,9              | Мікко Хірвонен |
| 1 (31 липня) | ШД10 | 20:00       | Killeri 2 (суперспейшл) | 2,06          | Себастьян Льоб                   | 1:20,2  | 92,5               | Мікко Хірвонен |
| 2 (1 серпня) | ШД11 | 07:13       | Leustu 1                | 21,35         | Мікко Хірвонен                   | 10:04,8 | 127,1              | Мікко Хірвонен |
| 2 (1 серпня) | ШД12 | 08:02       | Himos 1                 | 20,94         | Мікко Хірвонен                   | 10:31,7 | 119,3              | Мікко Хірвонен |
| 2 (1 серпня) | ШД13 | 09:25       | Surkee 1                | 14,95         | Мікко Хірвонен                   | 8:01,2  | 111,8              | Мікко Хірвонен |
| 2 (1 серпня) | ШД14 | 11:37       | Leustu 2                | 21,35         | Мікко Хірвонен                   | 10:03,4 | 127,4              | Мікко Хірвонен |
| 2 (1 серпня) | ШД15 | 12:26       | Himos 2                 | 20,94         | Мікко Хірвонен                   | 10:35,4 | 118,6              | Мікко Хірвонен |
| 2 (1 серпня) | ШД16 | 13:49       | Surkee 2                | 14,95         | Ярі-Матті Латвала                | 7:59,7  | 112,2              | Мікко Хірвонен |
| 2 (1 серпня) | ШД17 | 16:11       | Urria                   | 12,75         | Мікко Хірвонен                   | 5:55,5  | 129,1              | Мікко Хірвонен |
| 2 (1 серпня) | ШД18 | 17:19       | Kavala                  | 10,35         | Себастьян Оґьє Ярі-Матті Латвала | 5:10,1  | 120,2              | Мікко Хірвонен |
| 2 (1 серпня) | ШД19 | 17:52       | Väärinmaja              | 29,29         | Ярі-Матті Латвала                | 14:56,3 | 117,6              | Мікко Хірвонен |
| 3 (2 серпня) | ШД20 | 08:17       | Hannula                 | 10,82         | Ярі-Матті Латвала                | 5:41,1  | 114,2              | Мікко Хірвонен |
| 3 (2 серпня) | ШД21 | 08:58       | Myhinpää 1              | 15,06         | Себастьян Льоб                   | 6:59,1  | 129,4              | Мікко Хірвонен |
| 3 (2 серпня) | ШД22 | 10:51       | Myhinpää 2              | 15,06         | Ярі-Матті Латвала                | 6:52,1  | 131,6              | Мікко Хірвонен |
| 3 (2 серпня) | ШД23 | 12:18       | Ruuhimäki               | 6,50          | Ярі-Матті Латвала                | 3:12,4  | 121,6              | Мікко Хірвонен |

ж)- За київським часом